# Парламентские выборы в Таджикистане (1995)
Первые в истории независимого Таджикистана парламентские выборы прошли 26 февраля 1995 года, со вторым туром выборов в 20 из 181 избирательных округов 12 марта того же года. Выборы проходили в условиях непрекращающейся гражданской войны в стране, которая началась в мае 1992 года и закончилась только в июне 1997 года. 
Выборы в новообразованное Маджлиси Оли (Высшее собрание) Республики Таджикистан стали первыми в истории Таджикистана. До этого, последние выборы в Верховный Совет Таджикской ССР проходили в феврале 1990 года, и данный созыв функционировал даже после распада СССР и обретения независимости Таджикистаном, как и другие республиканские Верховные Советы в других бывших республиках СССР. Сразу после независимости Таджикистана, Верховный Совет Таджикской ССР был преобразован в Верховный Совет Республики Таджикистан, с сохранением мест за депутатами, избранными в 1990 году.
На выборах избирались кандидаты на 181 место в новом парламента республики. Явка на выборах составила 84,0 %. По итогам выборов, 113 мест получили независимые кандидаты. Правительственная Коммунистическая партия Таджикистана смогла получить 60 мест, лояльная к властям левоцентристская Народная партия Таджикистана (ныне Народно-демократическая партия Таджикистана) получила пять мест и впервые в своей истории вошла в парламент. Умеренно оппозиционные Партия народного единства и согласия Таджикистана и Партия экономических и политических обновлений Таджикистана получили соответственно два и одно место в новом парламенте, также впервые в своих историях войдя в парламент. На выборы не были допущены представители Объединённой таджикской оппозиции от Партии исламского возрождения Таджикистана, Демократической партии Таджикистана, Народного движения «Растохез» и партии «Лаъли Бадахшан».